# Сельдемешев, Михаил Михайлович
Михаил Михайлович Сельдеме́шев (род. 27 августа 1971 в Приморском крае, СССР) — российский писатель и сценарист. Наибольшую известность получил игровой проект «Чёрный оазис» по его роману и сценарию (за рубежом «Midnight Nowhere»), вызвавший бурное обсуждение игроков и положительные отзывы отечественных и зарубежных критиков. На крупном новостном сайте IGN оценка игры 7.8. Эта компьютерная игра входит в топ-15 российских игр по версии портала «Башня континуума», где отметили, что «несмотря на недостатки, „Оазис“ остаётся лучшей адвенчурой в редком для России жанре „хоррор“. А быть может, и лучшей постсоветской адвенчурой в принципе».

### Романы
| Год  | Название романа             | Издательство                       | Литературные премии                                                                                    |
| ---- | --------------------------- | ---------------------------------- | --- |
| 2001 | Возвращение в Зелёные Камни | Новосибирское книжное издательство | Лонг-лист премии «Дебют».                                                                              |
| 2005 | Чёрный Оазис                | Эксмо, серия «Инквизиция XXI»      | Победитель конкурса Альфа-банка в номинации «Самое нестандартное и оригинальное произведение (проза)». |
| 2006 | Ловцы желаний               | Молодая гвардия, серия «Стрела»    | Длинный список премии «Большая Книга».                                                                 |
| 2021 | Бездна Мурены               | Эксмо                              | |

### Рассказы
- 2005 — «Фокусник» (входит в сборник «Фэнтези-2006» издательства «Эксмо»).

## Сценарии компьютерных игр
| Год  | Название игры      | Разработчик | Издатель    |
| ---- | ------------------ | ----------- | ----------- |
| 2002 | Чёрный Оазис       | Сатурн-плюс | Бука        |
| 2003 | Двенадцать стульев | Сатурн-плюс | Бука        |
| 2003 | Недетские сказки   | Сатурн-плюс | Бука        |
| 2004 | Midnight Nowhere   | Сатурн-плюс | Tri Synergy |

### Отзывы на игру "Чёрный Оазис" (Midnight Nowhere)
- "Я был приятно удивлен результатом в виде очень нетрадиционного финала — этот финал заставит вас сидеть с отвисшей челюстью и ворошить в уме запутанные части истории". Slightly Deranged[3]
- "Однако, несмотря на концовку, история всё равно захватывает. Это отличная приключенческая игра в жанре «пойнт-энд-клик» и хорошее дополнение к библиотеке любого поклонника жанра, если вам уже исполнилось 18 лет". IGN[4]
- "Выход “Midnight Nowhere” на территории Британии вызвал настоящую суматоху среди извращенцев и фетишистов. Игра получила огромный обзор в журналах вроде “Bizarre”, а так же породила массу обожателей на таких сайтах как: creature-corner.com, horror.org, reallyscary.com и londonfetishscene.com. Кроме того, два самых известных лондонских фетиш-клуба попросили разрешения на использование изображений из игры на своих плакатах и в оформление интерьеров. Не удержались любители ужасов из “Bite Me” и “The Darkside”. Видимо, не за горами продолжение. Как мало надо, что бы стать известными". GameMAG[10]
- "Лучшая игра года в захватывающем и мрачном жанре ужасов. Midnight Nowhere — прекрасный классический пример того, какими должны быть игры — стимулирующими, играбельными, бодрящими и реалистичными". Armchair Empire[11]
- "Чёрный оазис", конечно, далеко не идеален и работает не на каждую аудиторию. Далеко не все сочли его страшным, смешным и интересным. Но для меня, как и некоторых других зрителей, он оказался именно таким. И вот за эту странную и уникальную смесь страха и юмора, загадок и простоты, неожиданно погружающего в себя сценария и явно не задумывавшегося автором символизма, который сделал игру глубже, чем она была, я ценю эту игру. Все тайны Черноозёрска, возможно, мы уже никогда не разгадаем. Но иногда тайна должна оставаться тайной, иначе она не будет пугать". Всё о квестах[1]
- "Очередной квест от российских разработчиков, похоже, сломал полосу неудачных релизов команды ("Новые Бременские", "Приключения поручика Ржевского", " Петька и ВИЧ - Возвращение Аляски"). На этот раз "сатурновцам" удалось создать атмосферный, загадочный, местами леденящий душу от ужаса, а местами выдающий на гора перлы неплохого черного юмора квест". 8Gamers[2]
- "Серьёзных игр среди российских адвенчур было даже меньше, чем просто хороших, — то есть очень мало. К этой когорте можно отнести разве что трэшеватый «Чёрный оазис», атмосферные творения Phantomery Interactive — Sublustrum и «Фобос: 1953», — да дилогию «Архивы НКВД: Охота на Фюрера» от Spline Games". Игромания[12]
- "Чёрный оазис" – игра в России вполне популярная. Куда менее известна её предыстория. В 2000 году журнал "Game.EXE" открыл конкурс "Наша Игра – 2000", который спонсировала компания Microsoft. Суть была в выборе лучших игр от отечественных независимых разработчиков. В отличие от многих других игр, присланных на конкурс, о которых больше никто и никогда не слышал, "Чёрному оазису" было суждено жить. Подробности неизвестны, но Сельдемешев вскоре стал работать с воронежской компанией "Сатурн+" – на тот момент фактически единственной серьёзной отечественной конторой, которая делала играбельные квесты. В дальнейшем они сотрудничали ещё над парой игр (так, Сельдемешев писал сценарий к квесту "12 стульев", который и сейчас может поразить отличным юмором и переосмыслением оригинальной истории)". Всё о квестах[1]

### Отзывы на игру "Двенадцать стульев"
- "Стильный шарж в стиле "ретро" с зубодробительной квестовой составляющей. Реинкарнация классического сюжета: те же события — с другой точки зрения. Если же говорить в целом, то игра производит достойное впечатление. Она напоминает хорошую мультипликационную экранизацию другой версии классического романа, — которая не была, но могла бы быть написана. А блестящая головоломная начинка создает при этом полноценный эффект погружения, делая зрителя геймером. И мы можем с чистой совестью констатировать, что "двойной квест" разработчикам "Сатурн-плюс" оказался вполне по плечу". Игромания[13]
- "Итак, пробный шар, запущенный компаниями "Бука" и "Сатурн-плюс", достиг своей цели, - если как квест игра кому-то не понравится, то уж наверняка она сойдет за некий комикс по мотивам "Двенадцати стульев". Для отвыкших от чтения юных пользователей. Зная любовь "Буки" к сериалам, можно предположить, что рано или поздно появится продолжение - "Золотой теленок". И правильно - домашняя библиотека должна время от времени пополняться". Ag.ru[14]